# Ocyusa asperula
Ocyusa asperula är en skalbaggsart som beskrevs av Thomas Casey 1893. Ocyusa asperula ingår i släktet Ocyusa och familjen kortvingar. Inga underarter finns listade i Catalogue of Life.